# Мосс, Тайлер
Тайлер Мосс (англ. Tyler Moss; род. 29 июня 1975, Оттава) — канадский хоккеист, вратарь.

## Карьера
Выступал в НХЛ за клубы «Калгари Флэймз», «Каролина Харрикейнз» и «Ванкувер Кэнакс». В АХЛ выступал за клубы «Адирондак Ред Уингс», «Сент-Джон Флеймс», «Уилкс-Барре/Скрэнтон Пингвинз», «Лоуэлл Лок Монстерс», «Манитоба Мус», «Торонто Роудраннерс», «Эдмонтон Роудраннерс». В ИХЛ выступал за клубы «Атланта Найтс», «Гранд-Рапидс Гриффинс», «Орландо Солар Берс», «Канзас-Сити Блейдс», «Цинциннати Сайклонс». Сыграл одну игру в лиге RHI за клуб «Флорида Хаммерхедс» в 1993 году.
Затем играл в России, сперва за московский «Спартак» в Суперлиге, затем за хабаровский «Амур» в Суперлиге и КХЛ. Покинул «Амур» 23 июля 2010 года. Выступал за Сборную Канады на Кубке Шпенглера 2010.

## Достижения
- Лучший вратарь года OHL 1994/95.